# Allium taiseba
Allium taiseba — вид квіткових рослин підродини цибулевих (Allioideae). Вид є ендеміком перевалу Гюзельдере з провінції Ван; росте в кам'янистих гірських степах приблизно на 2600–2750 метрів над рівнем моря.

## Морфологічна характеристика
Цибулина яйцювата, 0.7–1.5 × 0.5–1.1 см; зовнішні оболонки коричневі; внутрішні — білувато-сірі. Стеблина одна на цибулину, 7–15 см заввишки, 1.5–2.0 мм завширшки, циліндрична, зелена, на 1/3–1/2 довжини вкритий листковими піхвами. Листків (2)3(4), борознисті, напівциліндричні, 0.8–1.0 мм завширшки. Суцвіття нещільне, (5)10–40(60)-квіткове, 1.5–3.5 см у діаметрі, майже кулясте. Оцвітина дзвоноподібна чи чашоподібна; листочки оцвітини неоднакові, від димчасто-оливково-зеленого до рожево-коричневого кольору з рожевими смугами, стають рожевими при висиханні. Пиляки жовті. Коробочка від вдавлено-кулястої до кулястої з трьома борознами, 3.5–4.0 × 4.5–5.0 мм, гладенька. Насіння чорне, складчасте, широко-напівкругле, 3.0–4.0 × 2.0–2.5 мм. Цвіте з липня по серпень, плодоносить з серпня по вересень.